# Zeuxia
Zeuxia is een geslacht van vliegen (Brachycera) uit de familie van de sluipvliegen (Tachinidae). De wetenschappelijke naam van het geslacht is voor het eerst geldig gepubliceerd in 1826 door Meigen.

## Soorten
- Z. aberrans (Loew, 1847)
- Z. antoniae Tschorsnig, 1984
- Z. brevicornis (Egger, 1860)
- Z. cinerea Meigen, 1826
- Z. erythraea (Egger, 1856)
- Z. nudigena (Belanovsky, 1951)
- Z. roederi (Villeneuve, 1932)
- Z. sicardi Villeneuve, 1920
- Z. subapennina Rondani, 1862
- Z. tessellata Egger, 1860
- Z. tricolor (Portshinsky, 1881)
- Z. zejana Kolomiets, 1971
- Z. zernyi Mesnil, 1963